# 유로비전 송 콘테스트 2003
유로비전 송 콘테스트 2003은 제48회 유로비전 송 콘테스트이다. 이 대회는 2002년 마리 N의 노래 "I Wanna"로 라트비아가 우승한 후 라트비아 리가에서 열렸다. 유럽 방송 연맹(EBU)과 호스트 방송사 라트비아 텔레비전(Latvijas Televīzija, LTV)이 주최한 대회는 2003년 5월 24일 스코톤 홀(Skonto Hall)에서 열렸다. 이 콘테스트는 작년 우승자 마리 N과 이전 참가자 레너드 쿠퍼(Renārs Kaupers)가 발표했다.
이번 대회에는 26개국이 참가해 1993년 25개 1세트 기록을 경신했다. 전년도 대회에서 강등됐던 아이슬란드, 아일랜드, 네덜란드, 노르웨이, 폴란드가 복귀했다. 포르투갈도 전년도에 참가하지 못했다가 다시 대회에 참가했고, 우크라이나는 처음으로 대회에 참가했다. 덴마크, 핀란드, 리투아니아, 마케도니아, 스위스는 2002년 성적 부진으로 강등됐다.
우승자는 세르타브 에레네르가 부른 "Everyway That I Can"으로 터키였다. 이는 터키가 참가한 지 28년 만에 대회에서 첫 승리를 거둔 것이다. 벨기에, 러시아, 노르웨이, 스웨덴이 상위 5위 안에 들었다. 더 아래로 내려간 영국은 현재까지 최악의 결과를 달성하여 승점 없이 26위(최하위)를 기록했다. 그러나 당시 그들은 "빅 4" 국가 중 하나였기 때문에 강등을 피했다. 개최국인 라트비아는 24위(마지막에서 3번째)를 기록했다. 이는 1995년 이후 처음으로 개최국 참가가 상위 10위 안에 들지 못했으며 전체적으로 1992년 이후 개최국 참가 중 최악의 결과였다.
이 콘테스트는 저녁에 열린 마지막 대회였다.